# Sa Bangji (film)
Pour le personnage historique, voir Sa Bangji.
Pour plus de détails, voir Fiche technique et Distribution.
Sa Bangji (사방지) est un film sud-coréen réalisé par Song Kyeong-shik, sorti en 1988.

## Synopsis
L'histoire de Sa Bangji, personne intersexe connue lors de la période Joseon.

## Fiche technique
- Titre : Sa Bangji
- Titre original : 사방지
- Réalisation : Song Kyeong-shik
- Scénario : Ahn Tae-geun et Chi Sang-hak
- Photographie : Ju Hong-shik
- Montage : Kim Hyeon
- Production : Jeong Jun-gyo
- Société de production : In-chang Films
- Pays :  Corée du Sud
- Genre : Drame
- Durée : 94 minutes
- Dates de sortie : 
  -  Corée du Sud : 29 janvier 1988

## Distribution
- Lee Hye-yeong
- Bang Hie
- Kwak Jeong-hie
- Park Am
- Lee Kyeong-hie